# Kedar Kanta
Kedar Kanta és un cim de 3.888 metres a Uttarakhand. Hi havia boscos de diversos arbres fins a 3.100 metres, més endavant només hi ha herba i plantes alpines. Victor Jacquemont va trobar el cim lliure de neu a la fi de maig. Era una estació de la Great Trigonometrical Survey als Himàlaies.